# Santa Maria della Provvidenza alla Fondazione Don Carlo Gnocchi
Santa Maria della Provvidenza alla Fondazione Don Carlo Gnocchi é uma capela conventual e hospitalar localizada na Via di Casal del Marmo, 401, no bairro Borgata del Podere Buccari, no quartiere Trionfale de Roma, perto do Grande Raccordo Anulare. É dedicada a Nossa Senhora da Divina Providência, cujo ícone original está em San Carlo ai Catinari.

## História
As origens mais antigas do hospital no local remontam a São José Benedito Cottolengo, um padre da Diocese de Turim, considerado o grande responsável pelo massivo investimento da Igreja Católica em obras de caridade e cuidado aos pobres em ambientes urbanos a partir do início do século XIX, inspirado por São João Bosco.
Seu primeiro centro dedicado a esta função foi aberto em Turim em 1832, a Casa della Divina Provvidenza, que emprestou seu nome para toda uma rede de apoio, pois São José fundou diversas congregações de padres, freiras e leigos para ajudá-lo em sua obra: a família Cottolengo como um todo é conhecida também como Piccola Casa. A congregação de irmãs é atualmente conhecida como Irmãs de São José Benedito Cottolengo (em italiano:  Suore di San Giuseppe Benedetto Cottolengo). Ela foi criada em 1959 através da união de doze outras congregações menores da família Cottolengo.

### Capelas naVia di Villa Alberici
A primeira comunidade de freiras em Roma fundou uma Piccola Casa na Via di Villa Alberici, 14, ao sul da extremidade oeste da Cidade do Vaticano, perto da ferrovia, em 1935. A congregação de padres, conhecidos como "cottoleguinos" (em italiano:  cottolenghini), também estabeleceu sua sede em Roma numa casa de campo do século XV conhecida como Casale di Villa Alberici, no número 8 da mesma rua, hoje um edifício secular. No local havia uma capela (aqui).
A Piccola Casa contava com um convento construído especialmente para as irmãs e um bloco hospitalar com uma grande capela. A capela, cujo nome é Cappella della Piccola Casa della Divina Provvidenza Cottolengo, fica no final de uma rua sem saída na Via di Villa Alberici (aqui). Ela está de frente para o fim da rua e é um edifício de teto plano em tijolos cor-de-rosa com uma nace de seis baias um presbitério. A fachada é de tijolos aparentes com três zonas verticais distintas, sendo a central projetada para frente. Esta última se abre numa estreita janela vertical em formato de cápsula e uma fileira de seis nichos de topo curvo a separam do portal retangular, também muito simples. Finalmente, esta parte da fachada se eleva acima do beiral e é coroado por um pequeno telhado horizontal. Há seis longas janelas verticais retangulares na parede da esquerda, de frente para a ferrovia, mas apenas três na direita, pois a capela está encostada nos outros edifícios do complexo neste ponto.

### Istituto Madre NasieFondazione Don Carlo Gnocchi
O hospital no bairro Borgata del Podere Buccari foi originalmente fundado em 1974 como Istituto Madre Nasi depois que o antigo complexo hospitalar na Villa Alberici, na época com mais de quarenta anos, se mostrou inadequado para as necessidades da medicina moderna. Seu nome é uma referência à beata Marianna Nasi, fundadora da congregação das irmãs. O complexo é descrito como um "instituto médico-psico-pedagógico" e é especializado em problemas motores, incluindo decorrentes de lesões. As irmãs Cottolengo, que residem no convento, passaram a trabalhar nos dois hospitais.
Além dos departamentos do hospital, uma grande capela com um anfiteatro ao ar livre anexo fazem parte do complexo. Ela se tornou uma centro de realização de missas da paróquia de Santa Brigida di Svezia, servindo aos pacientes e funcionários do hospital e às freiras do convento.
Em 2004, a administração do complexo do hospital foi transferida para a Fondazione Don Carlo Gnocchi, um instituição de caridade médica batizada em homenagem ao beato Carlo Gnocchi. O hospital agora se chama Centro Santa Maria della Provvidenza.
Segundo a Diocese, as irmãs não estão mais envolvidas, mas continuam administrando a Piccola Casa na Villa Alberici como uma casa de repouso. Antigamente, a paróquia também mantinha um centro de culto num pequeno e isolado subúrbio perto do complexo, Santa Maria del Servizio alla Borgata del Podere Buccari, mas ele foi fechado porque manter dois centros tão próximos um do outro se mostrou desnecessário. Apesar de ser chamada de "igreja", a Diocese de Roma a considera uma capela. O capelão responsável não vive no local e é um dos dois padres cotolenguinos residentes em Roma, servindo também à capela das freiras na Villa Alberici.
O papa Francisco celebrou a missa da Quinta-Feira Santa (celebrando a "Última Ceia" e o Lava-pés) ali em 2014.

## Descrição
A capela na Fundação Don Carlo Gnocchi é um edifício grande e baixo de planta trapezoidal, com um campanário numa extremidade e uma galeria de frente para o anfiteatro ao ar livre na outra. Por conta disto, não há uma fachada propriamente dita: a entrada se dá por baixo da galeria, no canto direito. O campanário é um cilindro formado por oito altas palafitas brancas de concreto . A galeria é composta por dez grande aberturas circulares de frente para o teatro cobertas por um telhado. As paredes laterais da igreja são de concreto branco com um complexo jogo de janelas composto por fileiras de janelas redondas, quadradas e retangulares. Elas aumentam de altura na direção do altar, com o beiral com uma ligeira curvatura para cima. A parede do fundo é ligeiramente curva também e a ela está ligada uma sacristia que liga a igreja ao campanário, projetada para a esquerda.
O teto principal tem duas águas pouco pronunciadas e segue a curvatura para cima das paredes laterais até uma porção plana sobre a sacristia.